# Gladiol
Gladiol (Gladiolus ×hortulanus) är en komplex hybrid i familjen irisväxter mellan flera afrikanska arter, som G. cruentus, G. dalenii, G. oppositiflorus, G. papilio med flera. De odlas som utplanteringsväxter i Sverige och är även vanliga som snittblommor.

## Grupper
Det finns ett stort antal sorter som delas in tre sortgrupper:
- Fjärilsgladioler (Fjärilsblommiga gruppen) – sorterna i gruppen blir mellan 70 och 120 cm, blommorna är mindre och har oftast en starkare färg i svalget än på hyllebladen i övrigt.
- Storblommiga gladioler (Storblommiga gruppen) – sorterna blir upp till 120 cm med styva stjälkar och ofta starkt färgade blommor i täta ax.

Sorter i Glamini-serien är ett mellanting mellan fjärils- och storblommiga gladioler.

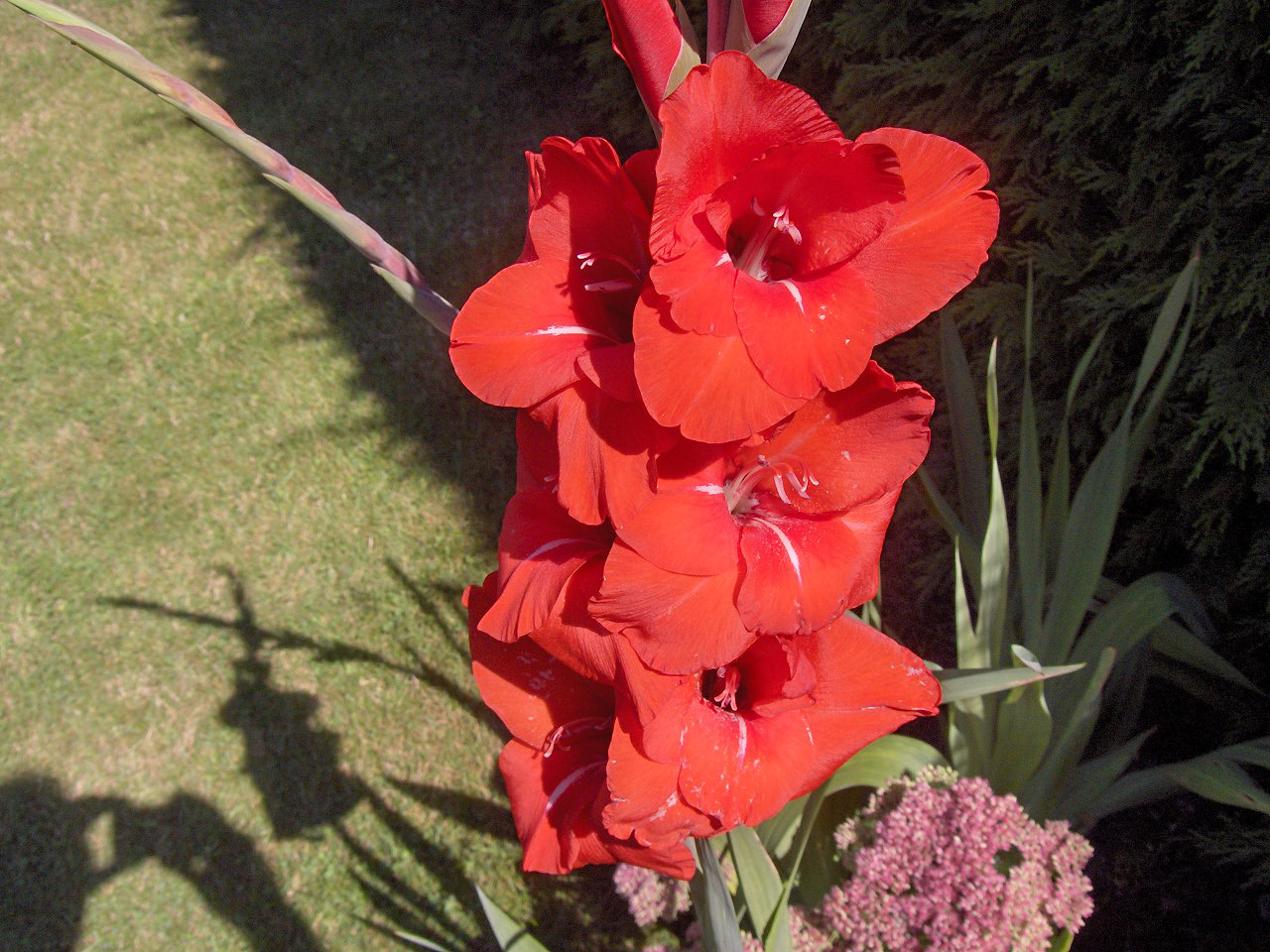
'Red Cascade' (Storblommiga gruppen)

## Synonymer
- Gladiolus ×gandavensis Van Houtte (= G. dalenii × G. oppositiflorus)
- Gladiolus ×lemoinei Baker (= G. ×gandavensis × G. purpureoauratus)
- Gladiolus ×nancyensis hort.

### Webbkällor
- Svensk Kulturväxtdatabas